# The New Classic
The New Classic —en español: Lo nuevo clásico— es el álbum debut de la rapera y compositora australiana Iggy Azalea. Fue lanzado el 21 de abril de 2014 bajo los sellos Def Jam Recordings en Estados Unidos, Virgin EMI Records en Reino Unido y discográficas afiliadas en otros países. Luego de lanzar su mixtape debut Ignorant Art y posteriormente apadrinarse del rapero T.I., en diciembre de 2011, tras numerosos retrasos y conflictos con la discográfica, Azalea finalmente aseguró un contrato discográfico a través de Island Def Jam Music Group. Aunque generalmente se categoriza como un álbum de hip-hop, The New Classic también incorpora elementos e influencias de otros géneros tales como EDM, dance-pop, Trap en su producción.
El álbum debutó en el top cinco de varios listados en todo el mundo y produjo cinco sencillo. El sencillo solista del álbum, «Work», tuvo buena recepción comercial. Alcanzó la posición 17 en el UK Singles Chart y eventualmente se posicionó en los listados de Australia y Estados Unidos. El segundo sencillo «Bounce» tuvo un éxito similar en el Reino Unido, alcanzando la posición 13. El tercer sencillo, «Change Your Life» alcanzó la décima posición del UK Singles Chart siendo su primer Top 10 en el Reino Unido haciendo también apariciones en el ARIA Singles Charts. El cuarto sencillo, «Fancy» con la cantante británica Charli XCX fue un éxito internacional, alcanzando el top 3 en Australia y top 5 en el Reino Unido y llegando a la primera posición de Nueva Zelanda, Estados Unidos y Canadá. El quinto sencillo, «Black Widow» contó con la participación de Rita Ora, alcanzando la cuarta posición en el UK Singles Chart y la tercera posición en el Billboard Hot 100. El álbum ganó el premio "lanzamiento de artista" en los ARIA Music Awards 2014 y "Álbum favorito — Rap/Hip-Hop" en los American Music Awards del 2014.

## Antecedentes y desarrollo
En una entrevista en diciembre de 2011, Iggy reveló el título de su álbum debut, The New Classic, que se esperaba que saliera a luz en el primer trimestre de 2012 igual confirmó que estaría firmando con un importante sello discográfico. Lo cual afirmó: 

Una vez que eso pase y establezca el sonido y la orientación del álbum, será capaz de saber qué artistas harían una colaboración dinámica.

Azalea explicó el concepto del título de su álbum debut:

Creo que la gente piensa en algo clásico, y pensar en un récord de Nas, de Jay-Z o de The Chronic  es lo que hace que algo sea clásico, mas cuando se oye y tienes en ese momento la cápsula del tiempo. Cuando digo ‘The New Classic’, yo sólo quiero hacer discos que le dan ese momento para los aficionados que puedan recordar dónde estaban cuando lo oyeron.

El 27 de enero de 2012, confirmó que había firmado un contrato discográfico con Interscope Records para su álbum debut, que sería lanzado en junio de ese mismo año. El 26 de marzo, lanzó Murda Bizness como primer sencillo del álbum, pero más tarde, Iggy anunció que el lanzamiento del álbum se retrasaría unos meses y la canción se incluyó en el EP, Glory y no en el álbum.
En enero de 2012, Azalea anunció a través de Twitter , que había llegado a un acuerdo con Jimmy Lovine, para confirmar acuerdos con la firma del sello Interscope Records. Sin embargo, en las siguientes semanas MTV News anunció que el rapero estadounidense T.I. había contactado a Iggy para trabajar con ella como productor ejecutivo del disco, más tarde el T.I. aclaró que Azalea era la que quería trabajar con él en el disco.

## Grabación y producción
En diciembre de 2012, Iggy confirmó a Tyga y a Rita Ora como posibles colaboraciones para el álbum. Meses más tarde, dijo que también le encantaría colaborar con Angel Haze y Rihanna.
En 2013, Iggy subió una imagen a su cuenta oficial de Instagram, donde aparecía las "supuestas" canciones del álbum. Más tarde, confirmó que no todas eran canciones oficiales. En la foto no se incluían los dos primeros sencillos del álbum, "Work" y "Bounce".

## Listado de canciones
- Edición Estándar[1]

| Edición estándar |                               |          |  |
| N.º              | Título                        | Duración |  |
| 1.               | «Walk the Line»               | 03:38    |  |
| 2.               | «Don't Need Y'all»            | 03:33    |  |
| 3.               | «100» (con Watch The Duck)    | 04:10    |  |
| 4.               | «Change Your Life» (con T.I.) | 03:56    |  |
| 5.               | «Fancy» (con Charli XCX)      | 03:20    |  |
| 6.               | «New B**ch»                   | 03:38    |  |
| 7.               | «Work»                        | 03:43    |  |
| 8.               | «Impossible Is Nothing»       | 03:11    |  |
| 9.               | «Goddess»                     | 03:10    |  |
| 10.              | «Black Widow» (con Rita Ora)  | 03:29    |  |
| 11.              | «Lady Patra» (con Mavado)     | 03:56    |  |
| 12.              | «F**k Love»                   | 02:40    |  |

- Bonus tracks

| Edición de lujo |               |          |  |
| N.º             | Título        | Duración |  |
| 13.             | «Bounce»      | 02:47    |  |
| 14.             | «Rolex»       | 03:24    |  |
| 15.             | «Just Askin'» | 02:59    |  |

- ¨Best Buy Deluxe Edition Bonus tracks[2]

|     |                                             |          |  |  |  |  |  |  |  |  |
| N.º | Título                                      | Duración |  |  |  |  |  |  |  |  |
| 16. | «Fancy (GTA Remix)" (featuring Charli XCX)» | 04:12    |  |  |  |  |  |  |  |  |
| 17. | «Bounce (Jester Remix)»                     | 02:40    |  |  |  |  |  |  |  |  |

## Posicionamiento en listas

### Semanales
| Alemania          | German Albums Chart      | 83  |
| Australia         | Australian Albums Chart  | 2   |
| Bélgica (Flandes) | Ultratop 200 Albums      | 48  |
| Bélgica (Valonia) | Ultratop 200 Albums      | 65  |
| Canadá            | Canadian Albums          | 2   |
| Países Bajos      | Megacharts               | 110 |
| Escocia           | Scottish Albums Chart    | 150 |
| Estados Unidos    | Billboard 200            | 3   |
| Estados Unidos    | Top R&B/Hip Hop Albums   | 1   |
| Estados Unidos    | Rap Albums               | 1   |
| Finlandia         | Finnish Albums Chart     | 24  |
| Francia           | French Albums Chart      | 99  |
| Irlanda           | Irish Albums Chart       | 13  |
| Nueva Zelanda     | New Zealand Albums Chart | 3   |
| Noruega           | Norwegian Albums Chart   | 6   |
| Suecia            | Swedish Albums Chart     | 12  |
| Reino Unido       | UK Albums Chart          | 5   |
| Reino Unido       | UK R&B Chart             | 1   |

### Certificaciones
| País           | Organismo certificador | Certificación | Simbolización | Ventas    | Ref.  |
| -------------- | ---------------------- | ------------- | ------------- | --------- | ----- |
| Australia      | ARIA                   | Platino       | ●             | 70 000    | [ 3 ] |
| Brasil         | ABPD                   | Platino       | ●             | 40 000    | [ 4 ] |
| Canadá         | CRIA                   | Platino       | ●             | 80,000    | [ 5 ] |
| Colombia       | ASINCOL                | Platino       | ●             | 20,000    |       |
| Estados Unidos | RIAA                   | Platino       | ▲             | 1 000 000 | [ 6 ] |
| Irlanda        | IRMA                   | Platino       | ▲             | 15 000    |       |
| Polonia        | ZPAV                   | Oro           | ●             | 10 000    | [ 7 ] |
| Reino Unido    | BPI                    | Oro           | ●             | 100 000   | [ 8 ] |

## The New Classic: Reclassified
El 4 de septiembre, se anunció el relanzamiento de The New Classic con 6 pistas adicionales, fueron confirmadas nuevas colaboraciones con Ellie Goulding para el soundtrack de la película Kingsman: The Secret Service. El 17 de septiembre fueron escuchados 2 temas en el show en O2 Shepherd's Bush Empire, Beg For It a dueto con Mø y Cheeks. Azalea lanzó el disco el 21 de noviembre de 2014. Esta Reedición logró alcanzar el puesto #16 del Billboard 200 siendo catalogado como la mejor posición para una Reedición de una Rapera, en su semana de estreno logró vender 33,638 en USA, en Australia logró llegar hasta el #3 del Australian Albums Chart. Este nuevo material de Azalea incluye colaboraciones con la cantante Británica Ellie Goulding en la canción Heavy Crown, con la cantante Estadounidense Jennifer Hudson en la canción Trouble y con la cantante Danesa MØ en la canción Beg For It, esta última fue el sencillo líder tras lograr vender 1,000,000 de copias en Estados Unidos y Certificado Platino por la RIAA, más tarde el sencillo fue cancelado debido a que MØ y Azalea no llegaron a un acuerdo para la grabación del video musical, este fue sustituido por Trouble en colaboración con Jennifer Hudson la canción tuvo una mala recepción en USA al debutar en el puesto #67 del Billboard Hot 100 aunque la canción logró vender 500,000 copia en dicho país y fue certificada Oro por la RIAA, lo que convirtió a 'Trouble' en la colaboración femenina más vendida del 2015 siendo este el segundo año consecutivo de Azalea en lograrlo, mientras que en países como Reino Unido la canción logró ser Certificada Plata tras vender 200,000 copias por la BPI y Platino en Australia por la ARIA por sus 70,000 unidades vendidas. La reedición fue certificada Platino en Brasil por la ABPD tras 40,000 copias distribuidas en dicho país.
| Edición estándar |                                    |          |  |
| N.º              | Título                             | Duración |  |
| 1.               | «We in This Bitch»                 | 4:10     |  |
| 2.               | «Work»                             | 3:43     |  |
| 3.               | «Change Your Life» (con T.I.)      | 3:56     |  |
| 4.               | «Beg For It» (con MØ)              | 2:58     |  |
| 5.               | «Black Widow» (con Rita Ora)       | 3:29     |  |
| 6.               | «Trouble» (con Jennifer Hudson)    | 2:46     |  |
| 7.               | «Don't Need Y'all»                 | 3:33     |  |
| 8.               | «Rolex»                            | 3:23     |  |
| 9.               | «Iggy SZN»                         | 3:20     |  |
| 10.              | «Fancy» (con Charli XCX)           | 3:19     |  |
| 11.              | «Heavy Crown» (con Ellie Goulding) | 3:52     |  |
| 12.              | «Bounce»                           | 2:47     |  |